# Sigillo della Georgia (Stati Uniti d'America)

Stemma della Georgia

Lo stemma della Georgia (ufficialmente in inglese Great Seal of the State of Georgia, ossia Gran Sigillo dello Stato della Georgia) è stato utilizzato per la prima volta nel 1777, mentre nella sua versione attuale è stato adottato nel 1914.
La parte centrale dello stemma è occupata da un arco con tre colonne. L'arco, che vede incisa la scritta Constitution, rappresenta la Costituzione dello stato, mentre le tre colonne sono simbolo dei tre rami del governo (legislativo, esecutivo e giudiziario). Le parole del motto dello stato Wisdom, Justice, Moderation sono iscritte su dei nastri che avvolgono ognuna delle colonne. Tra la seconda e la terza colonna è collocato un uomo che impugna una spada sguainata nella mano destra, il quale rappresenta la difesa dei militari. Il bordo che circonda l'immagine reca la scritta State of Georgia nella parte superiore e la data 1776 in quella inferiore. 